# 1 Dunira Street

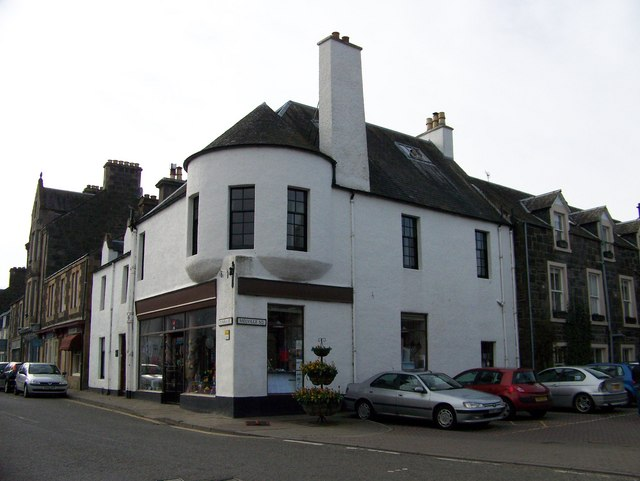
1 Dunira Street

Unter der Adresse 1 Dunira Street in der schottischen Ortschaft Comrie in der Council Area Perth and Kinross befindet sich ein Geschäftsgebäude. 1971 wurde das Bauwerk in die schottischen Denkmallisten in der höchsten Denkmalkategorie A aufgenommen.

## Beschreibung
Am Standort befand sich ein Vorgängerbauwerk, das jedoch einem Brand zum Opfer gefallen war. P. McPherson beauftragte das Architekturbüro Honeyman, Keppie & Mackintosh mit der Planung des heutigen Gebäudes. Der Bau wurde 1904 nach einem Entwurf Charles Rennie Mackintoshs ausgeführt.
Es handelt sich um das Eckhaus an der Einmündung der Straße Melville Square in die Dunira Street, der Hauptstraße Comries, auf welcher die A85 durch die Ortschaft geführt wird. Die Fassaden des zweistöckigen Gebäudes sind mit Harl verputzt. Im Erdgeschoss ist ein Ladengeschäft mit flächigem Schaufenster entlang der Dunira Street eingerichtet. Der originale Innenausbau des Ladens ist bis heute erhalten. An der Gebäudekante kragt ein weiter, gerundeter Erker aus. Links setzt sich ein ebenfalls zweistöckiger, jedoch niedriger ausgeführter Gebäudeteil fort. Dort sind Büroräume eingerichtet. Aus dem Dach ragen blinde Satteldachgauben auf.